# Énergie d'interaction
En physique, l'énergie d'interaction est la contribution à l'énergie totale (du système) due à l'interaction entre les objets étudiés.
L'énergie d'interaction dépend, de façon générale, de la position des objets. Par exemple, {\displaystyle Q_{1}Q_{2}/(4\pi \epsilon _{0}\Delta r)} est l'énergie d'interaction électrostatique entre deux objets de charges {\displaystyle Q_{1}} et {\displaystyle Q_{2}}.

## L'énergie d'interaction supermoléculaire
Une approche directe pour calculer l'interaction d'énergie consiste à calculer la différence entre les énergies des objets pris isolément et leur assemblage. Pour deux objets A et B, l'énergie d'interaction peut s'écrire :
{\displaystyle \Delta E_{int}=E(A,B)-\left(E(A)+E(B)\right)},
où {\displaystyle E(A)} et {\displaystyle E(B)} sont les énergies des objets pris isolément (monomères), et {\displaystyle E(A,B)} l'énergie de l'ensemble en interaction (dimère).
Pour des systèmes plus grands, constitués de N objets, ceci peut être généralisé afin de calculer l'énergie totale d'interaction à N-corps :
{\displaystyle \Delta E_{int}=E(A_{1},A_{2},..,A_{N})-\sum _{i=1}^{N}E(A_{i})}.
Dans un système à N objets, l'ensemble des énergies d'interactions à 2, 3 ou N corps peut être dérivé des calculs pour les monomères, dimères, trimères, etc.
L'approche supermoléculaire comporte un inconvénient important. En effet, l'énergie d'interaction finale est habituellement bien inférieure au total des énergies à partir desquelles elle est calculée, et, en conséquence, est entachée d'une incertitude relative bien plus importante.